# 武蔵システム (新潟県)
株式会社武蔵システム（むさしシステム、Musashi System Inc. ）は、新潟県長岡市に本社を置き、フォント関連のソフトウェア開発・販売を行う日本の企業である。

## 沿革
- 2008年6月26日 本社所在地を移転。
- 2013年7月1日 株式会社武蔵システム設立。

## 業務内容
- フォント関連のソフトウェア開発・販売
- フォントの配布・販売

## 主要な製品
- TTEdit - TrueTypeフォント作成プログラム。
- OTEdit - OpenTypeフォント作成プログラム。